# Cyclocausta trilineata
Cyclocausta trilineata là một loài bướm đêm trong họ Crambidae.